# Grewia evrardii
Grewia evrardii är en malvaväxtart som beskrevs av Rudolf Wilczek. Grewia evrardii ingår i släktet Grewia och familjen malvaväxter. Inga underarter finns listade i Catalogue of Life.